# Józef Czerniawski (1896–1946)
Józef Czerniawski (ur. 15 lub 17 stycznia 1896 w Warszawie, zm. 30 listopada 1946 tamże) – kapitan Wojska Polskiego.

## Życiorys
Syn Jana. Posiadał wykształcenie średnie. Uczestnik walk z Niemcami 1914-1916, walczył w kampanii wrześniowej 1939. W konspiracji znany pod nazwiskiem Józef Stypułkowski. Uczestnik powstania warszawskiego. W maju 1945 zmobilizowany do wojska, dosłużył się stopnia kapitana. Aresztowany i oskarżony o działalność szpiegowską pod ps. „Czarka” na rzecz komórki „Przystań”. 28 października 1946 Wojskowy Sąd Okręgowy w Warszawie w procesie O.Warszawa O.606/46 pod przewodnictwem majora Wierzbickiego, nr sprawy R.W.548/46 skazał go na podstawie art. 90 KKWP na karę śmierci. 
Prezydent Bolesław Bierut nie skorzystał z prawa łaski. Stracony w praskim Więzieniu karno-śledczym nr III, tzw. Toledo przy ul. 11 Listopada w Warszawie.
Grób symboliczny znajduje się na Cmentarzu Wojskowym w Kwaterze „na Łączce”.